# Фененко, Николай Фомич
Фене́нко, Никола́й Фоми́ч (3 июля 1836, Орёл — 12 апреля 1877, Симбирск) — доктор медицины, статский советник, симбирский врач, организатор системы здравоохранения в Симбирской губернии.

## Биография
Православный. Из дворянского рода Фененко. Родился в г. Орле в семье коллежского советника Фомы Александровича Фененко, который работал там столоначальником в правлении Орловского государственного заемного банка, затем помощником управляющего Орловской удельной конторы, и его жены Варвары Александровны. Родной брат сенатора Фененко Владимира Фомича.
В 1853 году с серебряной медалью окончил Новгород-Северскую мужскую гимназию.
Врачебное образование получил в Киевском Университете святого Владимира.   
В 1863 году окончил курс обучения на медицинском факультете. Во время учебы (1859 г.) работал военным врачом-прозектором в Киевском военном госпитале. После окончания Университета три года работал лекарем, ассистентом на кафедре анатомии и судебной медицины. В 1866 году защитил докторскую диссертацию на тему: «О железистом веществе селезенки». В этом же году Медицинским Департаментом был направлен на работу в должности старшего врача Симбирской губернской земской больницы.
Молодому доктору довелось включиться вместе с врачами Симбирска и других уездных городов в дело проведения реформы медицинского обслуживания в связи с введением земства. Он был основателем и первым директором Симбирской фельдшерской школы, стоявшим у истоков санитарной службы в Симбирской губернии.
Старший врач земской Александровской больницы и богадельни.
15 августа 1869 года при этой больнице и была открыта Симбирская фельдшерская школа, в которой Николай Фомич Фененко исполнял обязанности директора и преподавал патологию и терапию.
Не могли не волновать доктора Фененко вопросы высокой заболеваемости инфекционными болезнями в те  годы. Перед земской губернской управой он  настойчиво ставил вопрос об организации в губернии самостоятельной санитарной службы. Он так аргументировал свои принципы: «Больницы должны лечить больных, а на санитарную службу должна быть возложена забота о здоровых, предохранять их от заболеваний». С такими словами он  обратился  к гласным, присутствовавшим на очередном земском собрании, еще в 1873 году. Но, к сожалению, следует отметить, что санитарная служба и во главе ее санитарное бюро были открыты здесь только в 1890 году, когда Фененко уже не было в живых. Но приоритет в организации санитарной службы в Симбирске принадлежит именно доктору Н.Ф.Фененко.
Доктор Фененко был активным участником Общества врачей, принимал участие в первом съезде земских врачей Симбирской губернии, вел активную работу по организации в губернии Красного Креста в 1874 году.
Редкая эпидемия в те годы обходилась без заражения и даже гибели врачей. В 1877 году доктор Фененко умер от сыпного тифа в возрасте 40 лет. Похоронен в г. Симбирске кладбище Покровского мужского монастыря.